# La leyenda del dragón rompehuesos
Legend of the Boneknapper Dragon (La Leyenda del Robahuesos en España y La Leyenda del Rompehuesos en Hispanoamérica) es un corto animado de DreamWorks Animation, que es una secuela de la película, Cómo entrenar a tu dragón.
La película fue emitida originalmente en la televisión el 14 de octubre de 2010 en Cartoon Network, y puesto en libertad como una característica en la edición de dos discos DVD de la película original, el 15 de octubre de 2010.

## Argumento
La película comienza con la casa de Bocón en llamas y los vikingos y los dragones apagando el fuego. Bocón está convencido de que su antiguo enemigo el Dragón Robahuesos, un gigantesco pero silencioso dragón cuyo cuerpo está compuesto únicamente de huesos robados, es el responsable. Sin embargo, nadie cree en sus argumentos, especialmente cuando la evidencia sugiere que el fuego fue provocado por la ropa interior de Bocón.
Impasible, Bocón decide ir a enfrentarse a la bestia de una vez por todas y Hipo decide que no puede dejar que su mentor vaya solo, así que convence a sus compañeros de acudir en su ayuda. A medida que la pandilla se dirige a la isla donde Bocón cree que habita el dragón, éste decide hablarles de su historia con el monstruo (que se muestra al espectador en animación tradicional). El primer encuentro comienza cuando un joven Bocón sintió ganas de ir al baño mientras recorría un mar glacial en un pequeño barco. Después de aliviarse, para su sorpresa, encontró un ejército de vikingos congelados en plena batalla, y un diminuto cofre sostenido por uno de ellos llamó fuertemente su atención. Una vez perforado el hielo y conseguido el cofre, el vikingo congelado golpea su rostro para acto seguido avisarle de que, a sus espaldas, se encontraba el Robahuesos, que no quería sino el cofre que Bocón había sacado del hielo. Con el dragón a sus espaldas, huye y escapa de forma fortuita con el cofre en sus manos, cuyo contenido en ese momento no es revelado.
Desafortunadamente, la atención del grupo está tan ocupada que su barco encalla en las rocas y naufragan. Pese a esto, las historias continúan, cada vez más ridículas y bizarras. Bocón habla de los encuentros interferidos por tiburones martillo, ballenas martillo, yaks martillo, y el dios del trueno Thor entre otras cosas hasta que es iterrumpido por los chicos, que le reprochan no creer sus surrealistas habladurías. Como prueba, el viejo vikingo les muestra el contenido del cofre: una elegante hebilla que dice haberle sujetado los pantalones durante años.
Tomando la pérdida de su casa con despreocupación, Bocón establece una trampa usando a Patapez disfrazado de sí mismo (Bocón) como cebo. Como era de esperar, el silencioso Robahuesos aparece por su espalda y los intentos de Patapez para advertir a ellos son ignorados hasta que el dragón se pone en posición de ataque. La banda tiene que refugiarse dentro de su propia trampa, y todo parece perdido hasta que Hipo ve un hueco en la armadura del Robahuesos con la forma exacta de la hebilla ósea de Bocón, dándose cuenta así de que el dragón solamente busca la pieza perfecta para completar su armadura. El viejo vikingo se niega a escuchar consejos de sus protegidos y a abandonar el hueso para aplacar a la criatura hasta que, en un descuido, se encuentra entre sus fauces. En una decisión desesperada, Bocón arroja la hebilla en dirección al dragón cuando este lo lanza por los aires para devorarlo. El hueso encaja perfectamente en el espacio vacío y el Robahuesos, con su armadura ya completa y el agujero por el cual escapaba el aire tapado, consigue rugir triunfante y alegre. Hecho esto, en agradecimiento a Bocón, lo acaricia con su cabeza.
Finalmente, la pandilla vuelve a casa a lomos del Robahuesos, y para sorpresa de todos, la historia de que el rugido de este dragón no es sino una llamada de apareamiento resulta ser cierta, por lo que vuelan hacia la aldea seguidos de un grupo de Robahuesos atraídos por la llamada.

## Reparto
| Personaje                            | Actor de voz original    | Actor de doblaje      |
| ------------------------------------ | ------------------------ | --------------------- |
| Hipo (Hiccup Horrendous Haddock III) | Jay Baruchel             | Eleazar Gómez         |
| Estoico en Vasto (Stoick The Vast)   | Gerard Butler            | Idzi Dutkiewicz       |
| Astrid (Astrid Hofferson)            | America Ferrera          | Leyla Rangel          |
| Patán Mocoso (Snotlout Jorgenson)    | Jonah Hill               | Héctor Emmanuel Gómez |
| Patapez (Fishlegs Ingerman)          | Christopher Mintz-Plasse | Ricardo Bautista      |
| Brutacio Torton (Tuffnutt Thorston)  | T.J. Miller              | Carlo Vázquez         |
| Brutilda Torton (Ruffnutt Thorston)  | Kristen Wiig             | Gaby Ugarte           |
| Bocón el Rudo (Gobber the Belch)     | Craig Ferguson           | Héctor Lee            |